# Serapias cordigera
La serapias en corazón (Serapias cordigera) es una planta herbácea perenne de la familia Orchidaceae.

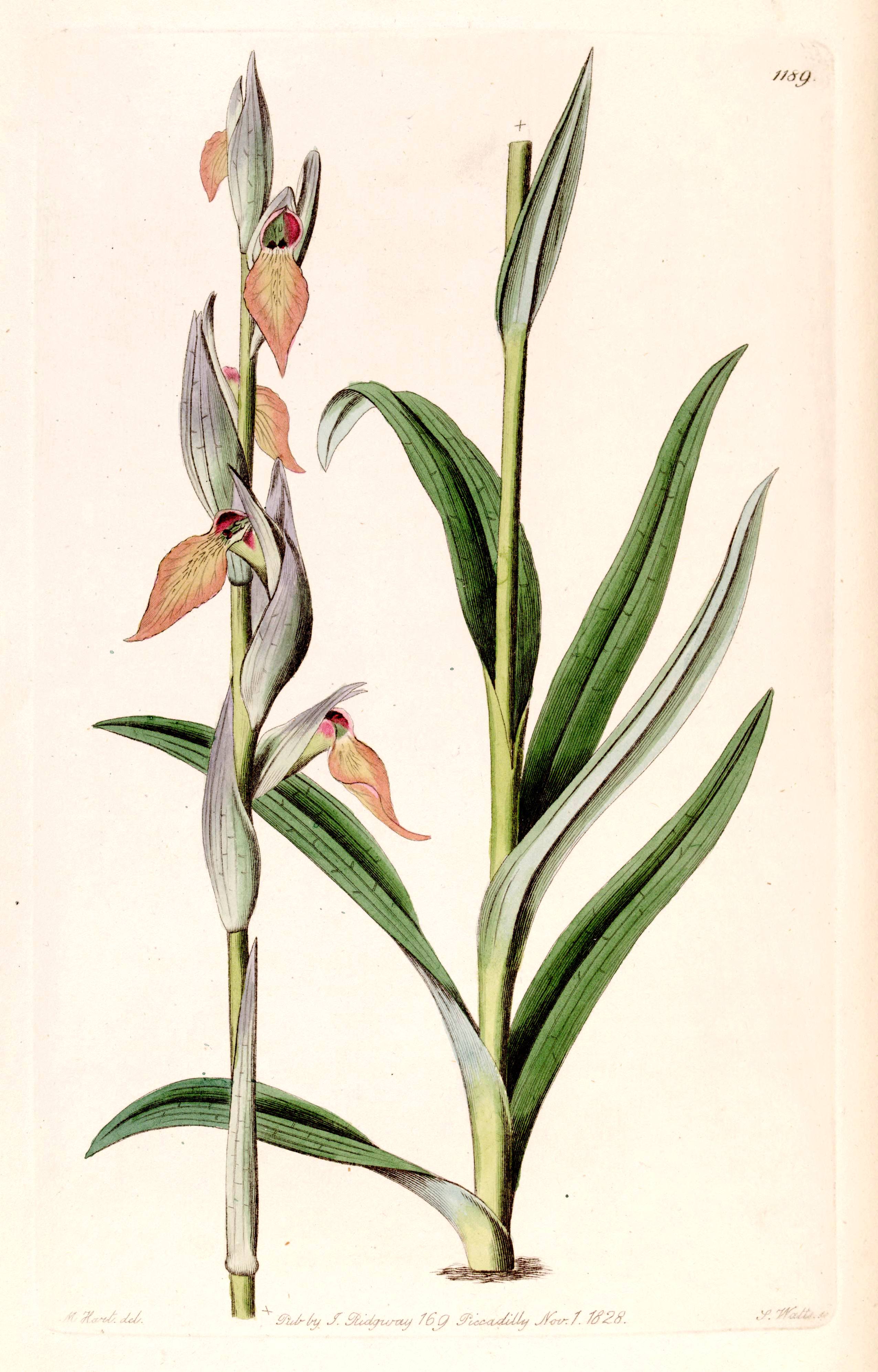
Ilustración

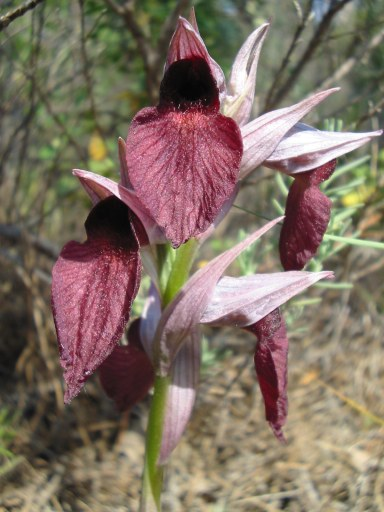
Detalle de la flor

## Descripción
Serapias cordigera presenta el labelo de las flores muy ancho y cordiforme, de color purpureo, lo que la diferencia de otras especies del género que tienen el labelo más estrecho. En la parte  interior del labelo presenta dos callosidades divergentes ( Serapias lingua sólo presenta una). 
Tallos medianos, de 15 a 50 cm de altura, erectos y delgadoss, la base del tallo suelen mostrar manchas de tintes rojizos.
Las hojas frecuentemente con manchas violáceas, estrechas, lanceoladas y acanaladasLas hojas y la base del tallo suelen mostrar manchas de tintes rojizos.
Inflorescencia corta, densa, con 2 a 12 flores, relativamente grandes. Sus tépalos formando un casco cerrado, los externos purpúreos, ovado-lanceolados, acuminados, libres en el extremo, los internos laterales ovados, con margen ondulado y muy acuminados.
El labelo con una constricción central que lo divide en dos partes,  una distal plana dirigida hacia abajo, lingüiforme, ancha y acorazonada, vilosa en la zona media, y otra proximal cóncava de igual anchura que la anterior y con dos callosidades púrpura en la base, sin espolón.
Tiene el epiquilo ensanchado desde la base, es decir, con forma  acorazonada. Las dos estrías de la base del hipoquilo son divergentes. 
Tubérculos ovoideos, en número de 3 a 5, sentados o sobre estolones.
La floración tiene lugar de abril a junio. 

## Distribución y hábitat
Principalmente en los países mediterráneos occidentales, pero pueden alcanzar localizaciones tan alejadas hacia el este, como el sur de Turquía.  Se encuentran algunas comunidades en el Valle de los Pedroches, en la  Provincia de Córdoba. También se encuentra en las Islas Azores y el noroeste de África.
Se encuentran también en el tramo costero de San Vicente de la Barquera a Santander. En prados a primera línea de costa. 
Vive en suelos silíceos, en praderas húmedas, matorral alto, en olivares, y bosques claros que dejen pasar suficiente luz. 
Llega a desarrollarse en alturas de hasta 1000 m s. n. m. Especie protegida en las Islas Baleares.

## Taxonomía
Serapias cordigera fue descrita por Carlos Linneo y publicado en Species Plantarum, Editio Secunda 1345. 1763.
Etimología
Serapias: nombre genérico de origen griego que se aplicó antiguamente a una orquídea no identificada con certeza, quizá Orchis morio. Proviene de un dios egipcio llamado Serapis en cuyos templos los devotos se dedicaban a los placeres de la carne. El nombre que Linneo asignó a este género quizás se debe a que a algunas orquídeas se le atribuyen efectos afrodisíacos.
cordigera: epíteto latino que significa "con forma de corazón".
Subdivisiones
- Serapias cordigera subsp. azorica (Schltr.) Soó
- Serapias cordigera subsp. cordigera
- Serapias cordigera subsp. cossyrensis (B.Baumann & H.Baumann) Kreutz
- Serapias cordigera subsp. cretica B.Baumann & H.Baumann

Sinonimia
- Helleborine cordigera (L.) Pers.
- Lonchitis cordigera (L.) Bubani
- Serapias lingua var. cordigera (L.) Savi
- Serapiastrum cordigerum (L.) A.A.Eaton

subsp. azorica (Schltr.) Soó
- Serapias atlantica D.Rückbr. & U.Rückbr.
- Serapias azorica Schltr.

subsp. cordigera
- Serapias lorenziana H.Baumann & Künkele
- Serapias ovalis Rich.
- Serapias vomeracea f. artemisiae (W.Hahn, Kreutz & Passin) P.Delforge
- Serapias vomeracea subsp. artemisiae W.Hahn, Kreutz & Passin
- Serapias vomeracea var. mauritanica E.G.Camus

subsp. cossyrensis (B.Baumann & H.Baumann) Kreutz
- Serapias cossyrensis B.Baumann & H.Baumann	[3]